# Certosa

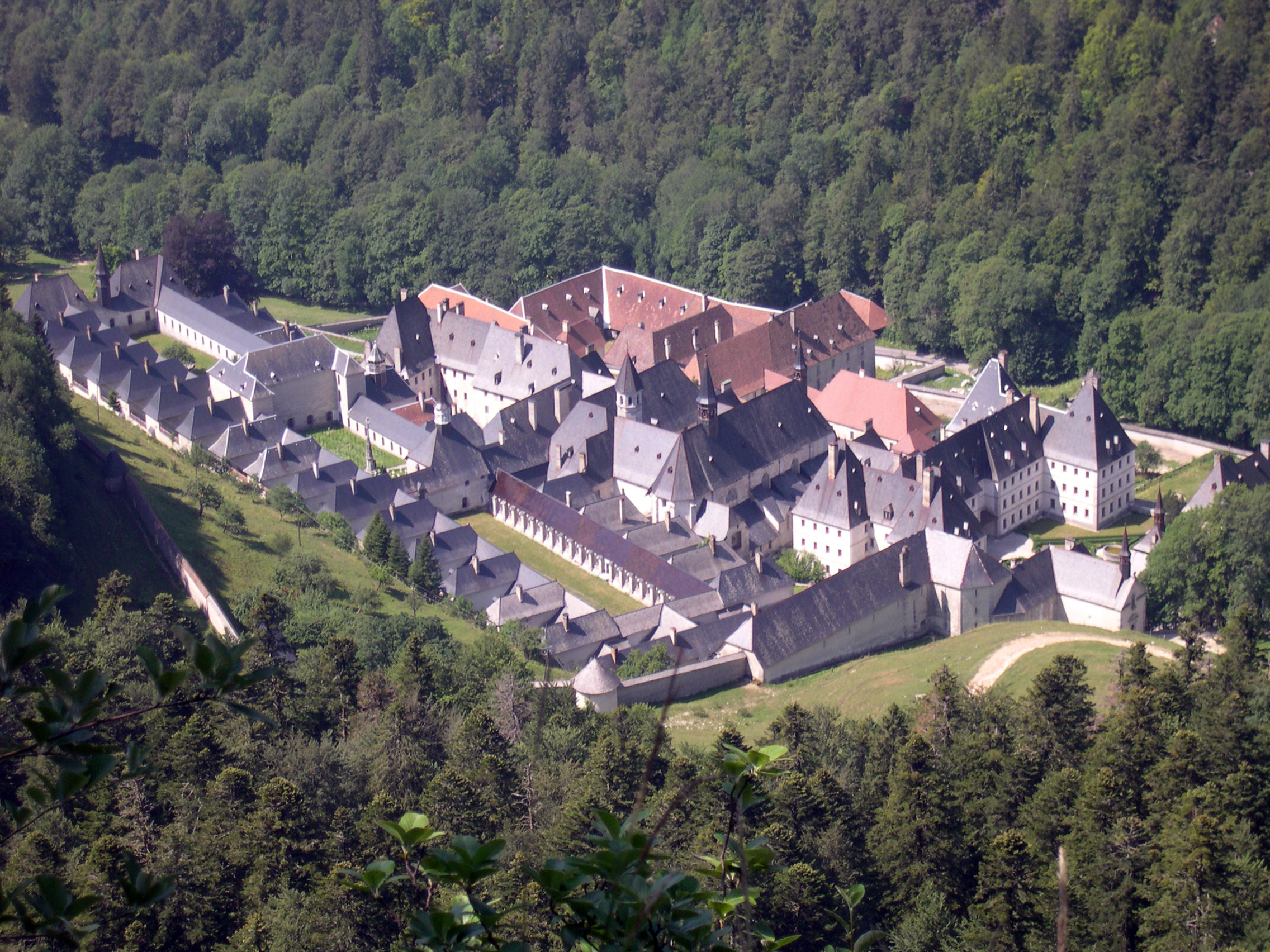
Il monastero della Grande Chartreuse è la casa madre dell'ordine dei Certosini. Come primo insediamento dell'ordine, esso è il prototipo dello spazio monastico certosino, anche se a partire dal XIII secolo l'ordine si è adattato anche a siti urbani, di pianura o persino in riva al mare.

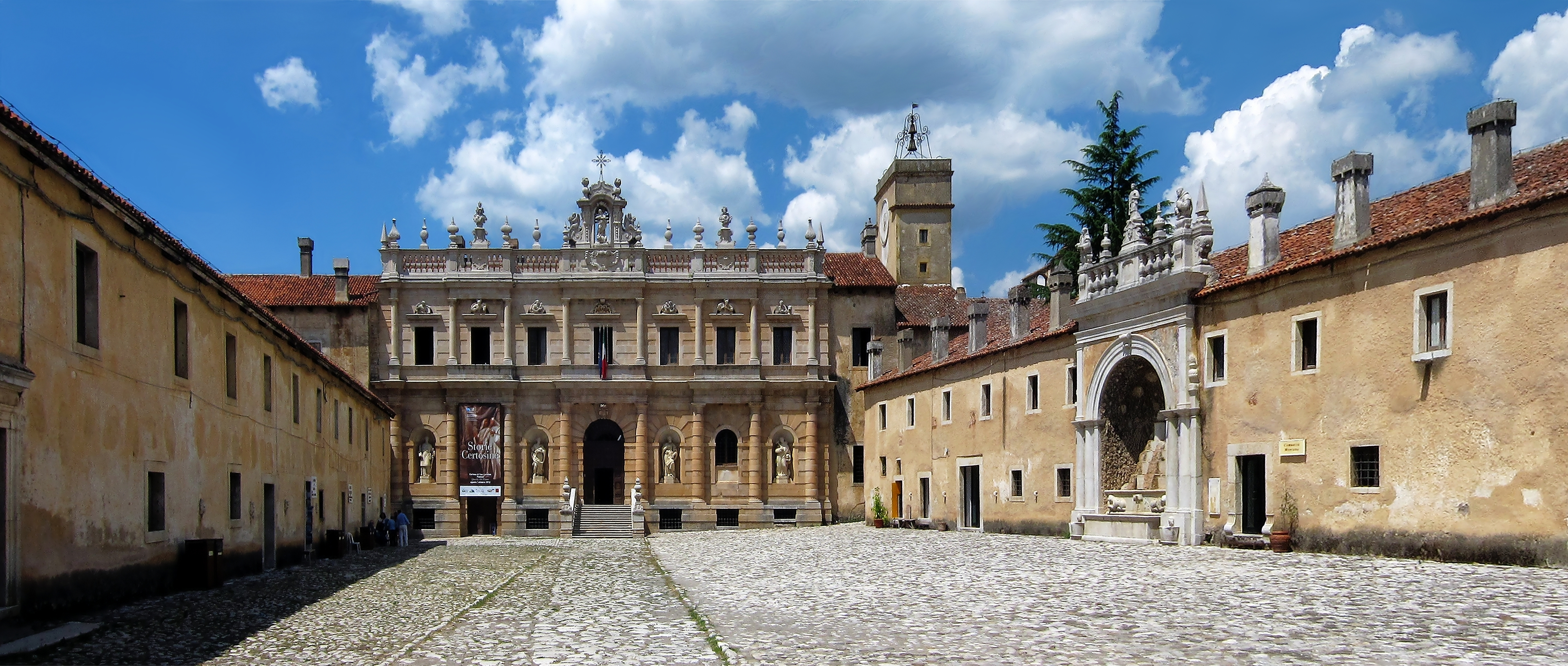
La Certosa di San Lorenzo (1306), a Padula, è la più grande certosa d'Italia ed è patrimonio dell'umanità dal 1998

Una certosa è un monastero di monaci certosini, di norma situato in zone solitarie.

## Etimologia
Il nome deriva dalla Grande Certosa (Grande Chartreuse), monastero principale dell'Ordine certosino, che si trova sul massiccio della Chartreuse sulle Alpi francesi a nord della città di Grenoble nel dipartimento dell'Isère. In origine la costruzione venne data da Sant'Ugo di Grenoble a San Bruno nel 1084. In questo monastero San Bruno costituì l'ordine monastico.

## Documentari
Un documentario sulla Grande Chartreuse, chiamato Il grande silenzio, diretto da Philip Gröning, fu realizzato nel 2004 ed ottenne un buon riscontro tra i critici e nei festival cinematografici in cui venne presentato. Gli stessi monaci dell'ordine certosino hanno apprezzato il film.

## Esempi

### Italia
- Certosa di Farneta
- Certosa reale di Collegno
- Certosa di San Martino
- Certosa di Pavia
- Certosa di Garegnano
- Certosa di Ferrara
- Certosa di Firenze
- Certosa di Pisa o Certosa di Calci
- Certosa di San Pietro
- Certosa di Trisulti
- Certosa di Padula
- Certosa di Parma
- Certosa di Serra San Bruno
- Certosa di Vedana
- Certosa di Padova
- Certosa di Venezia
- Certosa di Bologna
- Certosa di Capri
- Certosa di Pesio
- Certosa di Casotto

### Slovenia
- Certosa di Seitz

### Spagna
- Certosa di Miraflores
- Certosa di Granada.

### Francia
- Grande Chartreuse
- Certosa di Villeneuve-lès-Avignon
- Certosa di Champmol